# Наташа Војновић
Наташа Војновић (Брчко, 28. август 1979) српска је манекенка. Године 1996. учествовала је на догађају Elite Model Look.

## Биографија
Рођена је 28. августа 1979. године у српској породици у Брчком. Са 12 година побегла је од рата у Босни и Херцеговини и преселила се у Београд, Србија.
Војновићева је први пут наступила на Elite Model Look-у 1996. године, када је победила у полуфиналу и тако стекла право да представља своју земљу у финалу у Ници, Француска. У финалу је ушла у топ 15, али је изгубила од украјинске учеснице Дијане Коваљчук.
Свој манекенски посао Наташа је почела 1999. године, када је потписала уговор са агенцијом NEXT Model Management. Она је тада отпутовала у Париз и Милано како би учествовала на Фенди и Баленсијага ревијама. Њена прва кампања била је за Шанел, а покренуо ју је Карл Лагерфелд. Њена каријера наставила је да иде узлазном путањом, па је тако излазила у магазину Vogue Italia, у италијанском издању магазина Воуг, i-D (по први пут на насловној страни), а два пута је била и на насловици магазина British Vogue. Године 2000. Наташа је потписала уговор са Калвином Клајном, након што је своју плаву косу офарбала у црвено. Наставила је своју каријеру ангажманима за Aquascutum, Blumarine, Chanel, Gucci, Стелу мекКартни, Соњу Рикјел и Ив Сен Лорена. Она је такође ходала пистама интернационалних дизајнера попут Кристијана Диора и Кристијана Лакрое. Година 2010, 2012 и 2014, Наташа се појављивала на насловној страни српског магазина Ел .